# Conus decussatus
Espèce
Conus decussatus est une espèce fossile de mollusques gastéropodes marins de la famille des Conidae.

## Taxonomie

### Publication originale
L'espèce Conus decussatus a été décrite pour la première fois en 1823 par le géologue et paléontologue français Gérard Paul Deshayes (1795-1875) dans « Dictionnaire classique d'histoire naturelle »,.